# 台湖演艺小镇
39°50′15″N 116°37′33″E / 39.83741°N 116.62595°E

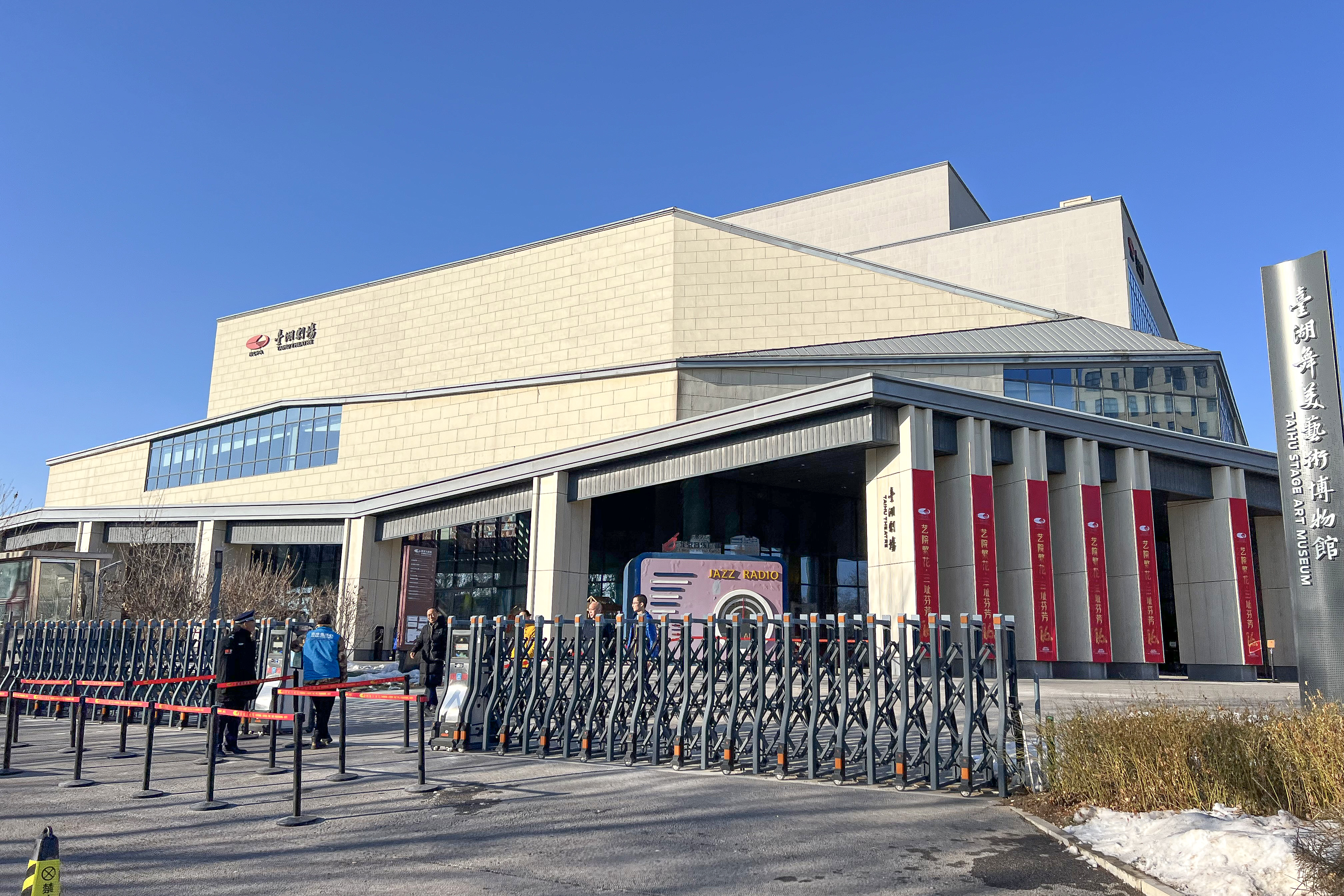
国家大剧院台湖剧场

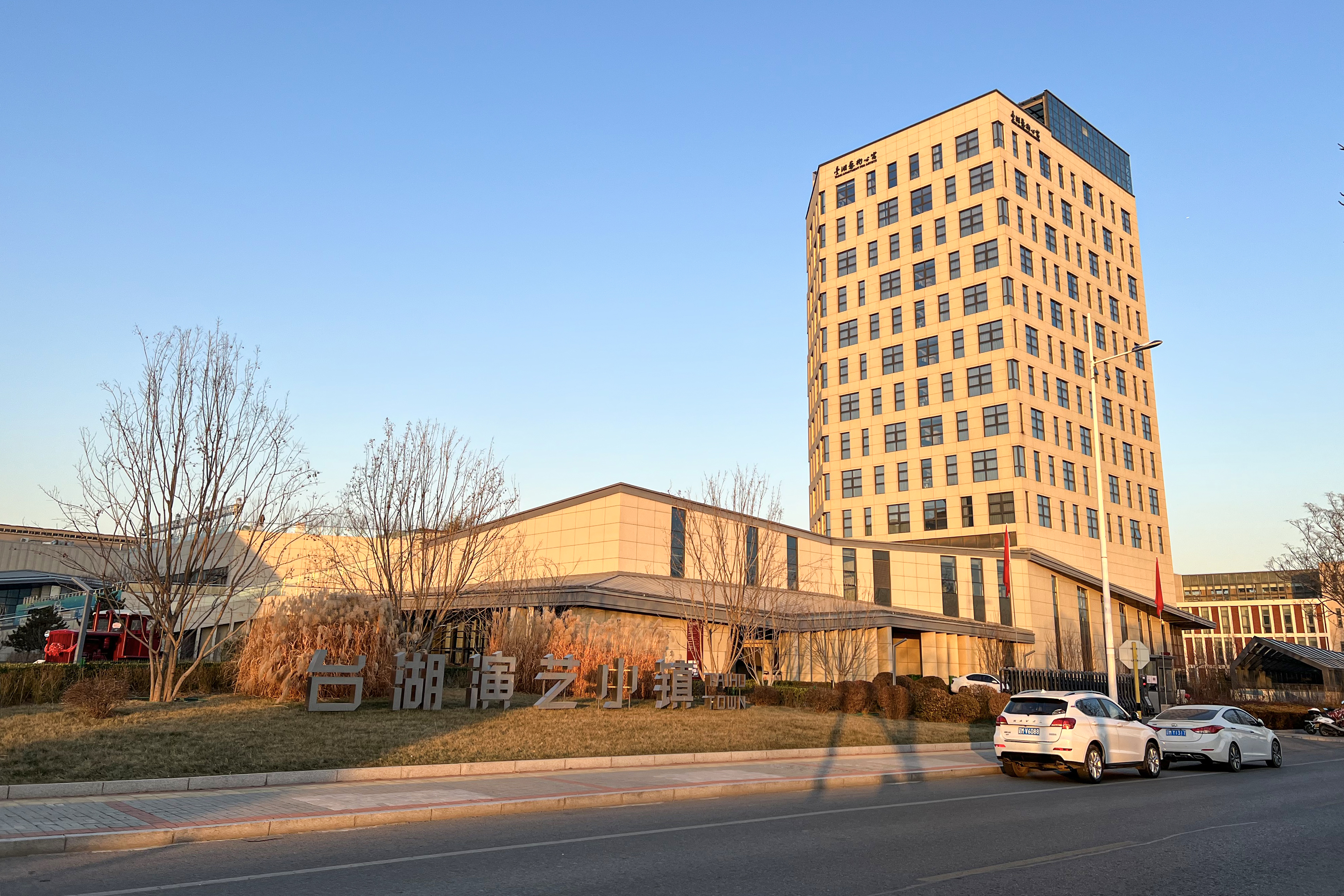
台湖艺术公寓

台湖演艺小镇位于北京市通州区台湖镇北部，北京环球度假区以西的位置，是北京城市副中心“十四五”规划中“一城一带一轴、四区三镇多点”的三个特色小镇之一，此地将“聚焦演艺功能，发展以演艺、文创及配套服务为主的特而精产业，打造展示城市副中心文化魅力的新名片。”并计划依托台湖演艺小镇，大力发展演艺产业生态，吸引创作名家、人才，培育和引进精品剧本创作、舞美“智”造、演艺权威研究与大数据、演艺版权交易、演艺经纪等相关产业，打造品牌戏剧节。台湖演艺小镇将与北三县地区文创产业集群的功能联动。台湖演艺小镇现有国家大剧院台湖舞美艺术中心，台湖图书城将改造为台湖演艺创展中心，还将建设舞美艺术中心、舞美艺术公寓、小镇会客厅。